# La Colleen Bawn
Pour plus de détails, voir Fiche technique et Distribution.
La Colleen Bawn (The Colleen Bawn) est un film américain sorti en 1912, réalisé durant l'été 1911 par Sidney Olcott avec Jack J. Clark, Gene Gauntier et lui-même dans les rôles principaux.

## Fiche technique
- Réalisation : Sidney Olcott
- Scénario : Gene Gauntier d'après la pièce homonyme de Dion Boucicault
- Production : Kalem
- Distribution : General Film Company
- Directeur de la photo : George K. Hollister
- Décors : Allen Farnham
- Longueur : 3000 pieds, 3 bobines
- Date de sortie : France 2 février 1912 (Paris)

## Distribution
- Gene Gauntier : Eily O'Connor, la "Colleen Bawn"
- J.P. McGowan : Hardress Cregan
- Sidney Olcott : Danny Mann
- Jack J. Clark : Myles na Copaleen
- Alice Hollister : Anne Chute
- Arthur Donaldson : Father Tom
- Robert G. Vignola : Mr. Corrigan
- Agnes Mapes : Mme Cregan
- Anna Clark : Sheelah

## Anecdotes
Le film est un des premiers trois-bobines du cinéma américain (30 minutes environ). Jusqu'alors le standard dans les salles était le une-bobine. Cet allongement de la durée permet au réalisateur de mieux poser l'histoire et de développer les personnages.
Le film a été tourné en Irlande dans la région de Killarney, comté de Kerry durant l'été 1911 où les O'Kalem comme la presse professionnelle a baptisé la troupe d'Olcott. George K. Hollister a planté sa caméra dans le village de Beaufort, devant le pub, à la Beaufort House, une superbe propriété, au col de Dunloe, dans le Parc national de Killarney et au château de Flesk.
En 1914, Kalem ressort La Colleen Bawn aux États-Unis.
La Colleen Bawn est la pièce la plus célèbre de l'auteur irlandais Dion Boucicault. L'auteur s'est inspiré d'un fait divers authentique. Le meurtre d'Ellen Hanley, une jeune fille Limerick âgée de 16 ans qui épouse John Scanlan, un homme plus âgé et d'un milieu social aisé. Lassé, l'homme demande à son serviteur de se débarrasser d'Ellen. Lors d'un voyage en barque, il la tue, leste le corps et le jette à l'eau. Démasqués les deux hommes seront jugés et condamnés à mort. Scanlan était défendu par un avocat réputé Daniel O'Connell. Élu député bien qu'inéligible car catholique, O'Connell mena un combat pour l'émancipation des catholiques en Irlande.